# Bobby Lashley
Franklin Roberto "Bobby" Lashley (16 de juliol de 1976), més conegut com a Bobby Lashley és un lluitador nord-americà que va treballar a l'empresa World Wrestling Entertainment (WWE). Lashley també ha fet aparicions a la Total Nonstop Action Wrestling (TNA).

## Carrera

### SmackDown!
Al 23 de setembre del 2005, debutà a SmackDown! sota el nom de Bobby Lashley. En el primer combat, guanyà a Simon Dean.
A l'episodi de SmackDown! de l'11 de novembre, Lashley guanyà a Orlando Jordan en un combat que donava dret a formar part del Team SmackDown! a l'esdeveniment Survivor Series del 2005 on va ser el primer eliminat.
Al 6 de gener del 2006, Bobby Lashley va ser el primer lluitador de SmackDown! que va saber que aniria a l'esdeveniment Royal Rumble on va ser el vuitè lluitador en aparèixer en escena, i sent eliminat per Kane i Big Show.
Després del Royal Rumble, Lashley començà llavors una sèrie de baralles amb JBL. Ambdós lluitaren a l'esdeveniment No Way Out del 2006. El combat acabà amb la primera derrota individual d'en Lashley per la "intervenció" de Finlay.
El 2 d'abril, Lashley competí en la seva primera WrestleMania 22 on no va poder guanyar el Money In The Bank guanyat per en 'Rob Van Dam.
Llavors, en Lashley entrà al torneig de SmackDown! King of the Ring on va arribar a la final on va ser derrotat per Booker T amb l'ajuda d'en Finlay.
Aquests actes provacaren que entrés en una sèrie de lluites amb el nou anomenat King Booker i la seva "cort" (Queen Sharmell, Finlay i William Regal). Durant aquests enfrontaments, en Bobby guanyà el seu primer Campionat dels Estats Units en detriment de John "Bradshaw" Layfield (JBL), campionat que perdria a favor d'en Finlay dos mesos després aproximadament. En Bobby, juntà forces amb Batista per lluitar contra la cort.

### Extreme Championship Wrestling(ECW)
Al 14 de novembre, en Lashley entrà a lluitar a l'ECW apareixent sorprenentment.

Al December to Dismember, en Lashley guanyà el seu primer Campionat de la ECW en detriment de Big Show convertint-se així en el primer afroamericà en tenir el títol.

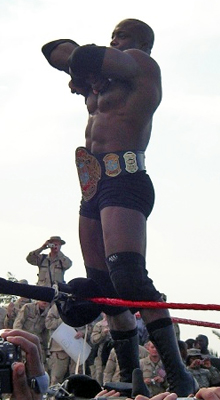
Lashley durant el seu primer ECW World Heavyweight Championship regnat

Llavors en Lashley va tenir diverses defenses del seu títol, amb resultat positiu, contra Big Show, Rob Van Dam, Test, Hardcore Holly, el lluitador de RAW Kenny Dykstra i el llavors lluitador de SmackDown! Mr. Kennedy. Al programa de RAW del 19 de març del 2007, Lashley fou la primera persona que va poder trencar la clau d'en Chris Masters després de vint-i-tres mesos de "competició".
Sent campió de l'ECW, va ser seleccionat per en Donald Trump per a representar-lo en una lluita contra el representant d'en Vince McMahon, Umaga. A WrestleMania 23 en una lluita en què Donald Trump i Vince McMahon es jugaven els cabells (el que guanyava tallava els cabells al seu adversari). En Lashley guanyà i ajudà a en Trump a tallar-l'hi els cabells a en McMahon tal com estava estipulat. Després de Wrestlemania, en Lashley mantení una sèrie de baralles amb en Mr. McMahon. A l'esdeveniment Backlash en Bobby va ser obligat a posar en joc el seu títol en un combat de desventatge 3 contra 1; en Lashley lluità contra l'Umaga, Shane McMahon (fill de Vince) i en Vince McMahon. Després de diversos cops d'en Umaga, en Vince entrà al ring i guanyà així el Campionat Mundial de l'ECW. A l'esdeveniment Judgment Day del 2007, en Lashley guanyà a en Vince, Shane i Umaga en un combat en desavantatge 3 contra 1. Però en Lashley no guanyà el Campionat Mundial de l'ECW perquè no havia guanyat al Vince sinó al seu fill Shane. El 3 de juny a l'esdeveniment One Night Stand, Lashley guanyà en Vince McMahon en una lluita de carrer (on tot val) per guanyar el seu segon Campionat Mundial de l'ECW tot i que en Vince utilitzà en Shane i l'Umaga. En aquell moment, en Lashley es convertí en la primera persona que guanya més d'un cop el ECW World Heavyweight Championship des que l'ECW pertany a la WWE.

### RAW
Al programa de l'11 de juny de RAW, Lashley va ser estriat per la lliga RAW de l'ECW. Com a resultat d'aquesta operació, en Lashley va ser desposseït del seu títol de l'ECW. Llavors, participà en un combat entre Mick Foley, Randy Orton, King Booker i John Cena pel Campionat de la WWE a l'esdeveniment Vengeance del 2007 que va ser guanyat per en John Cena mantenint així el seu campionat. Lashley fou nomenat el rival número u pel Campionat de la WWE, guanyant una contra-rellotge, guanyant així el dret a un combat contra John Cena a l'esdeveniment The Great American Bash on va perdre el combat.
Al programa del 30 de juliol de RAW, Bobby Lashley patí una lesió a les mans provacada per en Mr. Kennedy quan aquest colpejà l'espatlla d'en Lashley contra les escales del ring per la qual pot arribar a estar uns 6-8 mesos de baixa.

## Lluitant
- Finishers
  - Dominator
  - Llança
  - Suplex vertical retardad a una mà
  - Spinebuster
  - T-Bone suplex
  - Clau Militar trencadbomens
  - Quedradora d'esquena

## Campionats
- World Wrestling Entertainment
  - ECW World Heavyweight Championship 2 cops
  - WWE Campionat dels Estats Units 1 cop